# كنيسة نوتردام دي لايكن

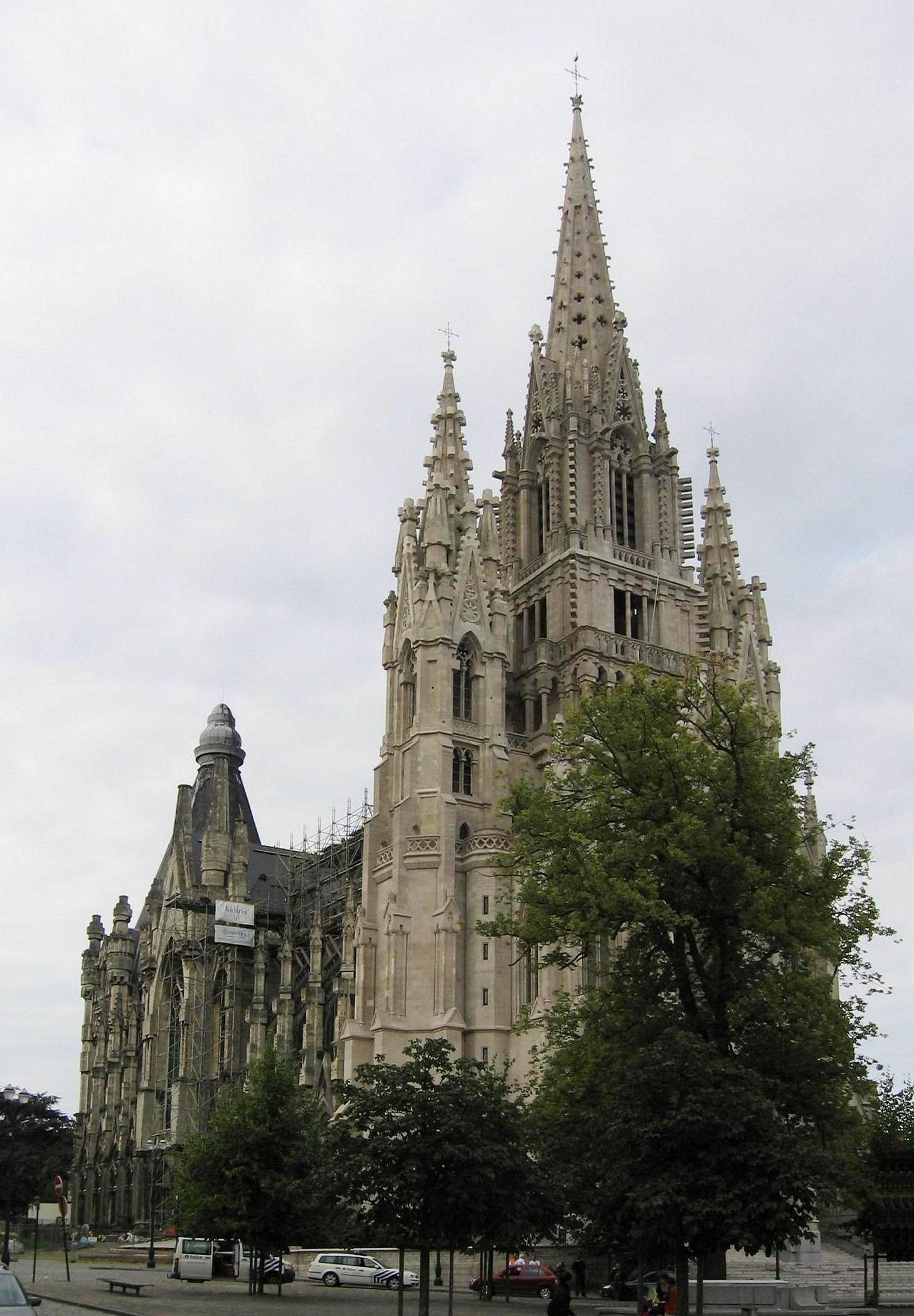
كنيسة نوتردام دي لايكن.

كنيسة نوتردام دي لايكن (بالفرنسية: Église Notre-Dame de Laeken، بالهولندية: Onze-Lieve-Vrouwekerk van Laken) هي كنيسة رومانية كاثوليكية قوطية حديثة في لايكن، بروكسل. بنيت أصلا في ذكرى الملكة لويز ماري، زوجة الملك ليوبولد الأول ملك بلجيكا وصممها المعماري جوزيف بوليرت.
وتقع تحت الكنيسة المقبرة الملكيّة والتي تضم مدافن العائلة المالكة البلجيكية. وتحوي المقبرة على قبور ليوبولد الأول ملك بلجيكا، وليوبولد الثاني ملك بلجيكا، وليوبولد الثالث ملك بلجيكا، وبودوان الأول ملك بلجيكا وألبرت الأول ملك بلجيكا وزوجاتهم وأبنائهم. تم وضع حجر الأساس من قبل ليوبولد الأول ملك بلجيكا في عام 1854. وقد تم تكريس الكنيسة في عام 1872.

## معرض صور

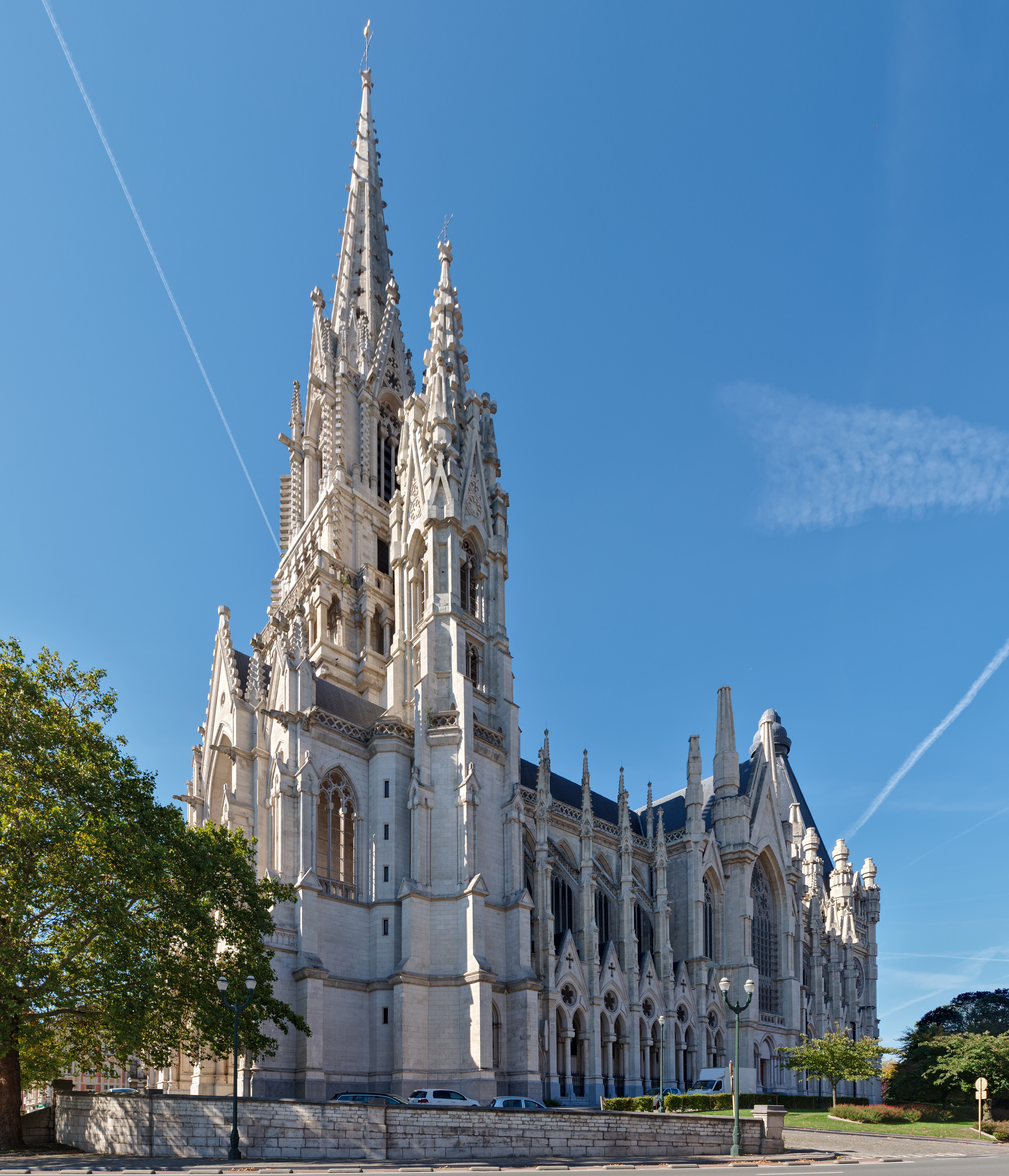
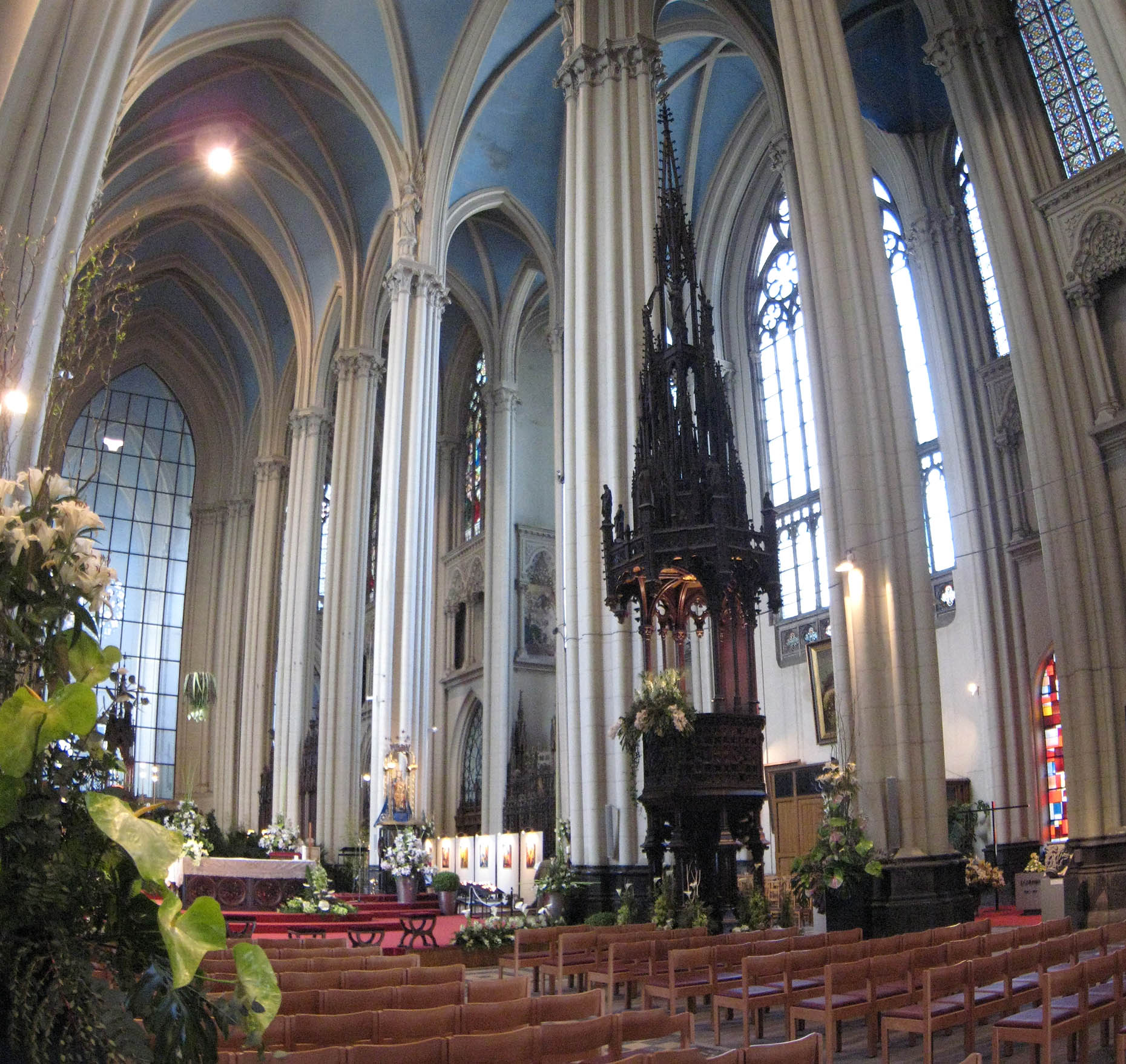
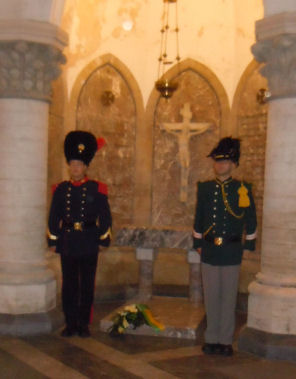

## أعلام
- بودوان الأول ملك بلجيكا
- ليوبولد الأول ملك بلجيكا
- ليوبولد الثاني ملك بلجيكا
- ليوبولد الثالث ملك بلجيكا
- ألبرت الأول ملك بلجيكا